# Włosocień

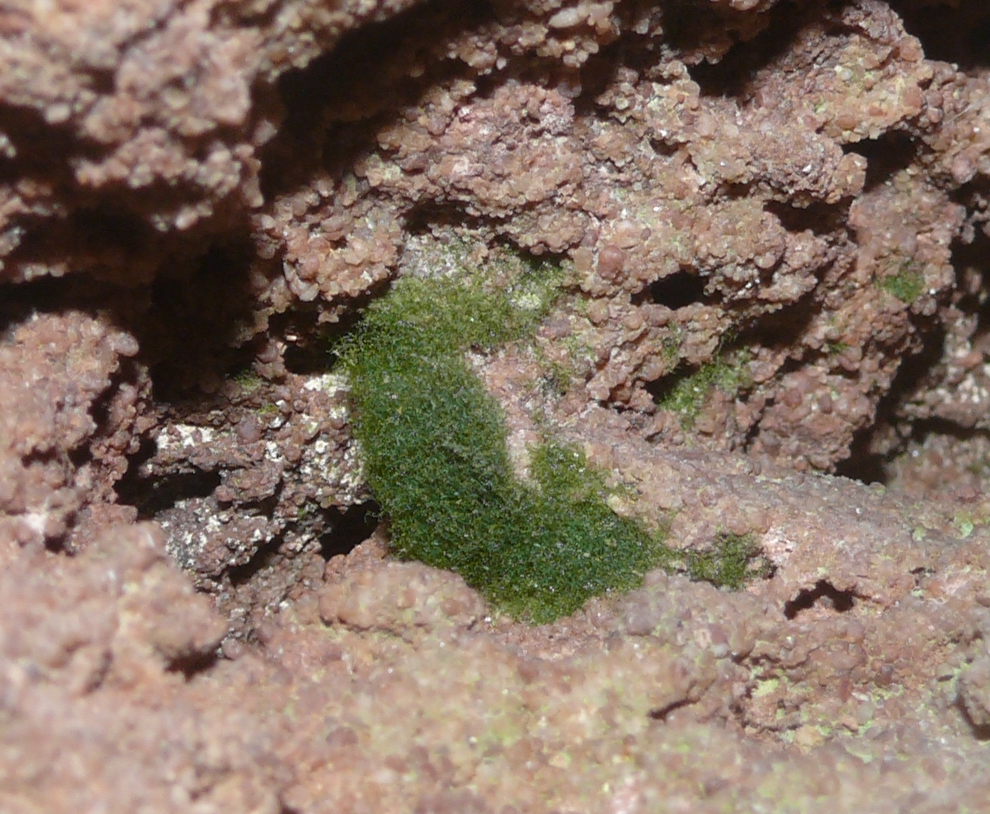
Trichomanes speciosum – gametofit

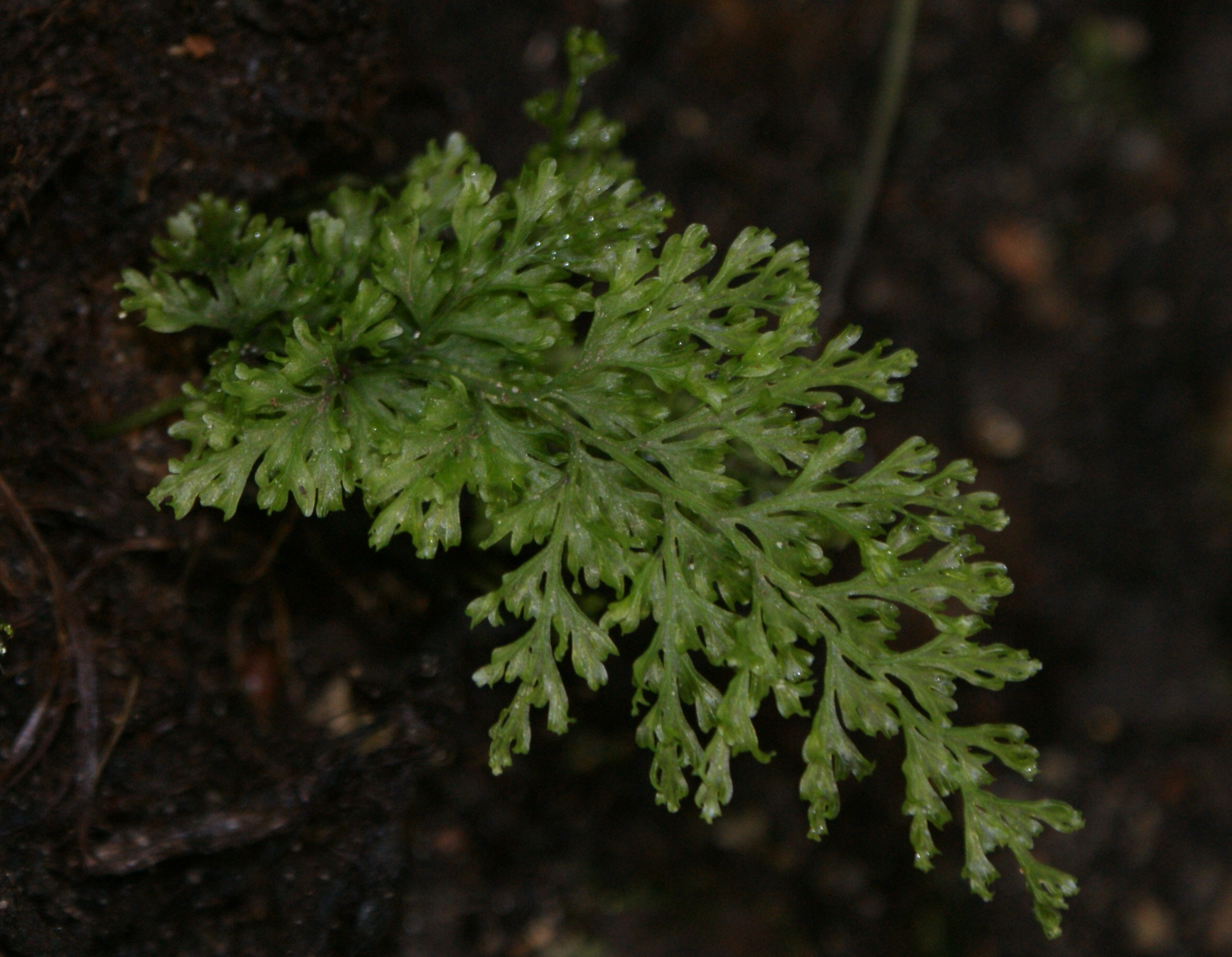
Trichomanes speciosum – sporofit

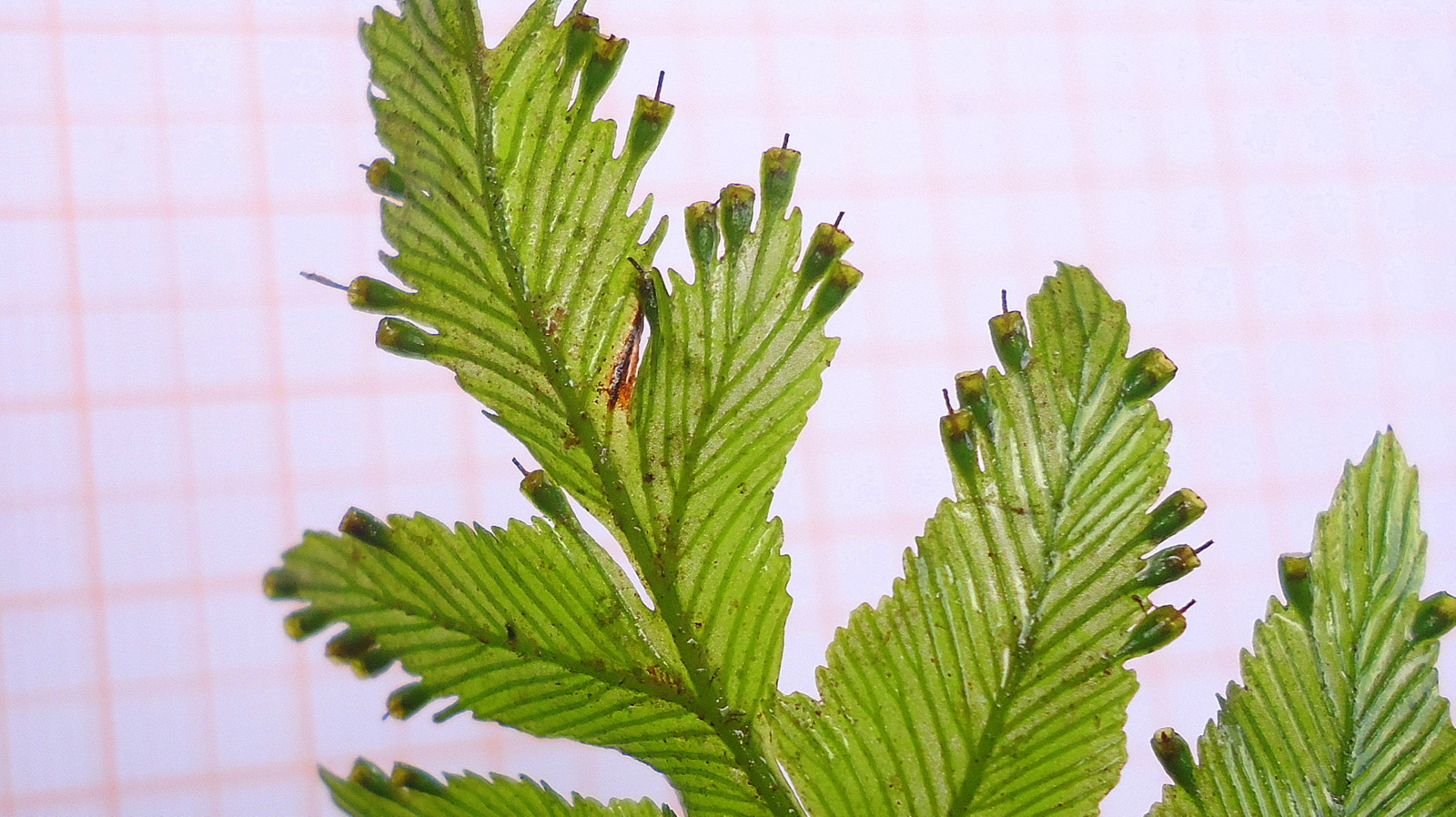
Trichomanes hostmannianum – fragment liścia z kupkami zarodni

Włosocień, skalirzęs, trichomanes (Trichomanes L.) – rodzaj paproci z rodziny rozpłochowatych Hymenophyllaceae. W szerokim ujęciu rodzaju zaliczanych jest tu ok. 275 gatunków. W wąskim ujęciu zaliczanych jest tu ok. 60 gatunków. Gatunki zaliczane tu w szerokim ujęciu występują na wszystkich kontynentach w strefie międzyzwrotnikowej oraz umiarkowanej na półkuli południowej, podczas gdy na północnej tylko na obszarach pod silnym wpływem klimatu oceanicznego (wschodnia część Ameryki Północnej, Europa Zachodnia, Półwysep Koreański i Japonia na Dalekim Wschodzie). Większość rośnie na kontynentach amerykańskich w strefie tropikalnej. W wąskim ujęciu zaliczane są tu tylko gatunki ze strefy międzyzwrotnikowej kontynentów amerykańskich. Rosnący w klimacie oceanicznym Europy włosocień delikatny T. speciosum ma najdalej na wschód wysunięte stanowisko w Polsce, przy czym rośnie tu tylko w postaci trwałego gametofitu (gatunek ten w wąskim ujęciu rodzaju jest z niego wyłączany i klasyfikowany jako Vandenboschia speciosa).
Są to paprocie naziemne, naskalne i epifityczne. Większość gatunków rośnie w tropikalnych wilgotnych lasach nizinnych i wilgotnych lasach górskich. W strefach umiarkowanych rosną w osłoniętych, stale wilgotnych miejscach.
Niektóre gatunki uprawiane są jako ozdobne.

## Morfologia

### Gametofit
Plecha nitkowata, różniąca się od podobnych plech glonów i mszaków krótkimi komórkami, z bardzo licznymi, dyskowatymi chloroplastami oraz obecnością krótkich, jednokomórkowych, brązowych chwytników.

### Sporofit
PokrójPaprocie o długich i płożących lub krótkich i wznoszących się kłączach, pokrytych gęstymi, ciemnobrązowymi włoskami, w tym gruczołowatymi oraz wielokomórkowymi i rozgałęziającymi się. Korzenie są nieliczne lub brak ich zupełnie na kłączach płożących, natomiast na wzniesionych są liczne.
LiścieOsadzone na krótkim, często przynajmniej częściowo oskrzydlonym ogonku. Blaszka całobrzega, klapowana lub złożona, zwykle o długości od 0,5 do 20 cm i szerokości od 0,2 do 5 cm. Brzegi liści są gładkie lub drobno klapowane. Blaszki są delikatne, cienkie, często przejrzyste. Wiązki przewodzące są wolne – dochodzą do brzegu liścia.
ZarodniePowstają na brzegach liści w kupkach na wyraźnych szypułkach otoczone rurkowatą zawijką. Zawijka otacza zupełnie kupki lub wystają z rurki w stanie dojrzałym. Z kupki zarodni i zawijki często wystaje ość.

## Systematyka

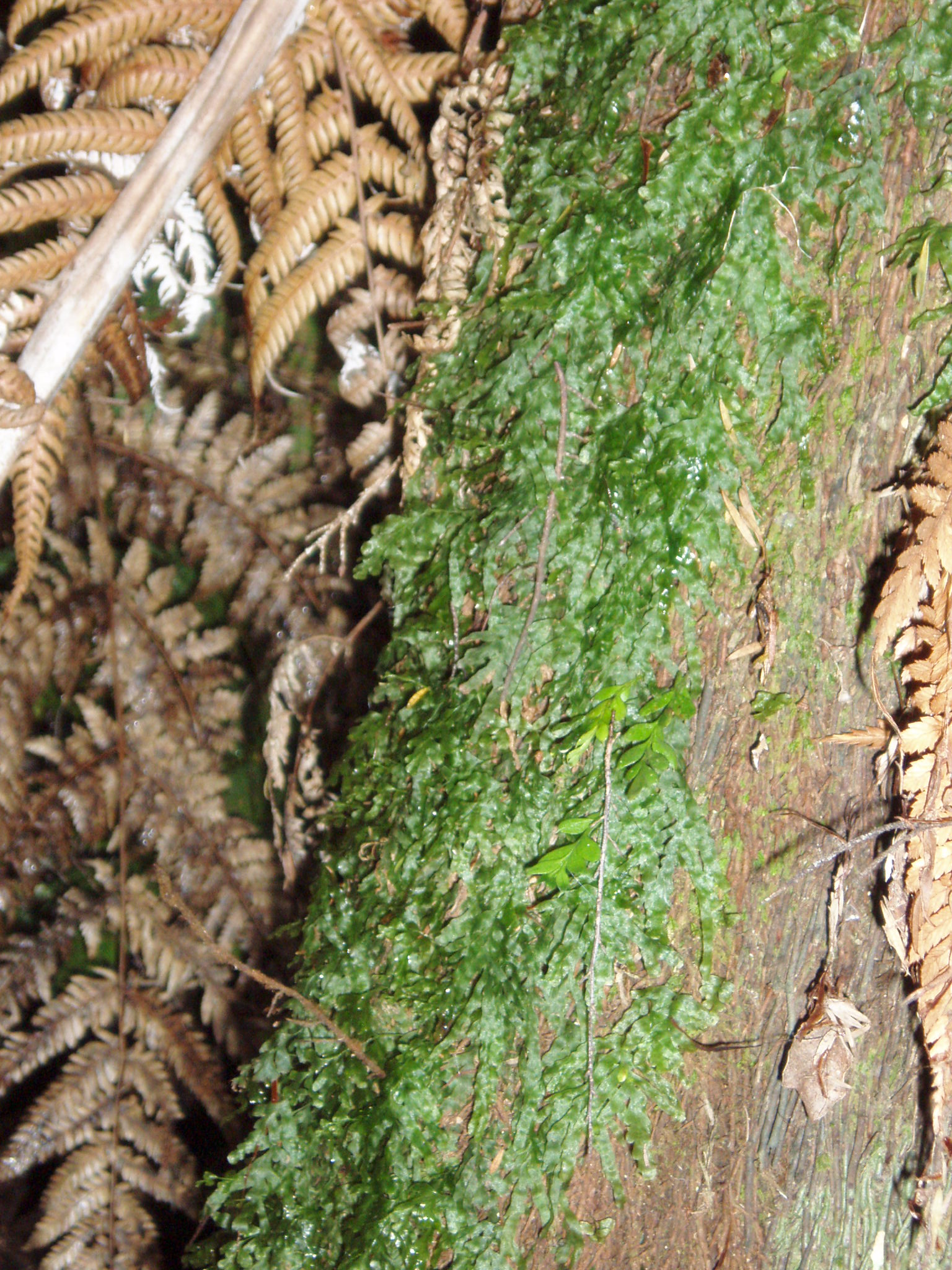
Trichomanes venosum

Rodzaj z rodziny rozpłochowatych Hymenophyllaceae, która oddzieliła się od innych paproci ok. 243 miliony lat temu. Reprezentuje podrodzinę Trichomanoideae. Jej podział na rodzaje i ujęcie systematyczne Trichomanes jest różne u różnych autorów. W najszerszym ujęciu jest to jeden z dwóch rodzajów z rodziny, siostrzany względem rodzaju rozpłoch Hymenophyllum, która oddzielił się od Trichomanoideae w jurze. Podrodzina ta bywa dzielona na 6 do 30 rodzajów, przy czym wyróżniane rodzaje nadal nie mają potwierdzonego, monofiletycznego charakteru, co nie sprzyja szerszej akceptacji proponowanych podziałów.
Wykaz gatunków (w szerokim ujęciu)
- Trichomanes accedens J.Presl
- Trichomanes acrosorum Copel.
- Trichomanes africanum Christ
- Trichomanes alagense Christ
- Trichomanes alatum Sw.
- Trichomanes anadromum Rosenst.
- Trichomanes angustatum Carmich.
- Trichomanes angustifrons (Fée) Wess.Boer
- Trichomanes angustimarginatum Bonap.
- Trichomanes ankersii C.Parker ex Hook. & Grev.
- Trichomanes anomalum Maxon & C.V.Morton
- Trichomanes aphlebioides Christ
- Trichomanes apiifolium C.Presl
- Trichomanes arbuscula Desv.
- Trichomanes asae-grayi Bosch
- Trichomanes assimile Mett.
- Trichomanes atrovirens (C.Presl) Kunze
- Trichomanes aureovestitum Proctor
- Trichomanes auriculatum Blume
- Trichomanes baldwinii (D.C.Eaton) Copel.
- Trichomanes ballardianum Alston
- Trichomanes bancroftii Hook. & Grev.
- Trichomanes barklyanum Baker
- Trichomanes barnardianum F.M.Bailey
- Trichomanes bauerianum Endl.
- Trichomanes beaverianum (Senterre & Rouhan) Christenh.
- Trichomanes benlii (Pic.Serm.) Benl
- Trichomanes bicorne Hook.
- Trichomanes bilabiatum Nees & Blume
- Trichomanes bilobatum Alderw.
- Trichomanes bimarginatum (Bosch) Bosch
- Trichomanes bipunctatum Poir.
- Trichomanes birmanicum Bedd.
- Trichomanes bissei C.Sánchez
- Trichomanes bonapartei C.Chr.
- Trichomanes boryanum Kunze
- Trichomanes boschianum J.W.Sturm ex Bosch
- Trichomanes botryoides Kaulf.
- Trichomanes brassii (Croxall) D.J.Ohlsen
- Trichomanes brevipes (C.Presl) Baker
- Trichomanes brooksii Copel.
- Trichomanes bucinatum Mickel & Beitel
- Trichomanes caespifrons C.Chr.
- Trichomanes caliginum Lellinger
- Trichomanes caluffii C.Sánchez
- Trichomanes calyculatum (Copel.) C.V.Morton
- Trichomanes campanulatum Roxb.
- Trichomanes capillaceum L.
- Trichomanes caudatum Brack.
- Trichomanes cellulosum Klotzsch
- Trichomanes chamaedrys Taton
- Trichomanes chevalieri Christ
- Trichomanes christii Copel.
- Trichomanes clathratum Tagawa
- Trichomanes colensoi Hook.f.
- Trichomanes collariatum Bosch
- Trichomanes compactum Alderw.
- Trichomanes crassipilis Weath.
- Trichomanes crassum Copel.
- Trichomanes crinitum Sw.
- Trichomanes crispiforme Alston
- Trichomanes crispum L.
- Trichomanes cristatum Kaulf.
- Trichomanes cultratum Baker
- Trichomanes cumingii (C.Presl) C.Chr.
- Trichomanes cupressoides Desv.
- Trichomanes curranii Weath.
- Trichomanes curtii Rosenst.
- Trichomanes cuspidatum Willd.
- Trichomanes cyrtotheca Hillebr.
- Trichomanes cystoseiroides Christ ex Tardieu & C.Chr.
- Trichomanes dactylites Sodiro
- Trichomanes davallioides Gaudich.
- Trichomanes delicatum Bosch
- Trichomanes densinervium Copel.
- Trichomanes dentatum Bosch
- Trichomanes diaphanum Kunth
- Trichomanes diversifrons (Bory) Mett.
- Trichomanes draytonianum Brack.
- Trichomanes dregei Bosch
- Trichomanes ebiharae Fraser-Jenk. & Kholia
- Trichomanes egleri P.G.Windisch
- Trichomanes ekmanii Wess.Boer
- Trichomanes elegans Rich.
- Trichomanes elongatum A.Cunn.
- Trichomanes endlicherianum C.Presl
- Trichomanes erosum Willd.
- Trichomanes exiguum (Bedd.) Baker
- Trichomanes exsectum Kunze
- Trichomanes extravagans Copel.
- Trichomanes fallax Christ
- Trichomanes falsinervulosum (Nishida) C.V.Morton
- Trichomanes fargesii Christ
- Trichomanes flavofuscum Bosch
- Trichomanes fontanum Lindm.
- Trichomanes franceae (Bauret & Dubuisson) Christenh.
- Trichomanes frappieri Cordem.
- Trichomanes fulgens C.Chr.
- Trichomanes galeottii E.Fourn.
- Trichomanes gemmatum J.Sm. ex Baker
- Trichomanes giganteum Bory ex Willd.
- Trichomanes godmanii Hook. ex Baker
- Trichomanes gourlianum Grev. ex J.Sm.
- Trichomanes gracile Bosch
- Trichomanes guidoi P.G.Windisch
- Trichomanes guineense Afzel. ex Sw.
- Trichomanes haughtii C.V.Morton
- Trichomanes henzaianum Parish ex Hook.
- Trichomanes henzaiense Bedd.
- Trichomanes herzogii Rosenst.
- Trichomanes hildebrandtii Kuhn
- Trichomanes hokurikuense (Ebihara) Christenh.
- Trichomanes holopterum Kunze
- Trichomanes hookeri C.Presl
- Trichomanes hostmannianum (Klotzsch) Kunze
- Trichomanes humboldtii (Bosch) Lellinger
- Trichomanes humile G.Forst.
- Trichomanes hymenoides Hedw.
- Trichomanes idoneum C.V.Morton
- Trichomanes infundibulare Alderw.
- Trichomanes ingae C.Chr.
- Trichomanes inopinatum (Pic.Serm.) J.E.Burrows
- Trichomanes intermedium Bosch
- Trichomanes intramarginale Hook. & Grev.
- Trichomanes intricatum Farrar
- Trichomanes javanicum Blume
- Trichomanes jenmanii Lellinger
- Trichomanes johnstonense F.M.Bailey
- Trichomanes kalbreyeri Baker
- Trichomanes kapplerianum J.W.Sturm
- Trichomanes killipii Weath.
- Trichomanes kingii Copel.
- Trichomanes kirkii Hook.
- Trichomanes krausii Hook. & Grev.
- Trichomanes kurzii Bedd.
- Trichomanes laciniatum Roxb.
- Trichomanes laciniosum Alston
- Trichomanes laetum Bosch
- Trichomanes latealatum (Bosch) Christ
- Trichomanes latemarginale D.C.Eaton
- Trichomanes ledermannii Brause
- Trichomanes lehmannii Hieron.
- Trichomanes lenormandii Bosch
- Trichomanes liberiense Copel.
- Trichomanes lineolatum (Bosch) Hook.
- Trichomanes liukiuense Y.Yabe
- Trichomanes lofoushanense (Ching) Christenh.
- Trichomanes longilabiatum Bonap.
- Trichomanes lorencei Tardieu
- Trichomanes lozanoi M.T.Murillo
- Trichomanes lucens Sw.
- Trichomanes ludovicianum Rosenst.
- Trichomanes macilentum Bosch
- Trichomanes madagascariense (Bosch) T.Moore
- Trichomanes majoriae Watts
- Trichomanes makinoi C.Chr.
- Trichomanes maluense Brause
- Trichomanes mannii Hook.
- Trichomanes martiusii C.Presl
- Trichomanes mascarenense (Pynee & Dubuisson) Christenh.
- Trichomanes maximum Blume
- Trichomanes megistostomum Copel.
- Trichomanes melanopus Baker
- Trichomanes melanotrichum Schltdl.
- Trichomanes membranaceum L.
- Trichomanes mettenii C.Chr.
- Trichomanes micayense Hieron.
- Trichomanes micropubescens Proctor
- Trichomanes mindorense Christ
- Trichomanes minutum Blume
- Trichomanes miuraense (Ebihara) Christenh.
- Trichomanes mosenii Lindm.
- Trichomanes motleyi (Bosch) Bosch
- Trichomanes mougeotii Bosch
- Trichomanes murilloanum A.Rojas
- Trichomanes nipponicum Nakai
- Trichomanes novoguineense Brause
- Trichomanes nummularium (Bosch) C.Chr.
- Trichomanes obscurum Blume
- Trichomanes orientale C.Chr.
- Trichomanes osmundoides DC. ex Poir.
- Trichomanes ovale (E.Fourn.) Wess.Boer
- Trichomanes pachyphlebium C.Chr.
- Trichomanes padronii Proctor
- Trichomanes paniculatum Alderw.
- Trichomanes parviflorum Poir.
- Trichomanes parvifolium (Baker) Copel.
- Trichomanes parvulum Poir.
- Trichomanes paucisorum R.C.Moran & B.Øllg.
- Trichomanes pedicellatum Desv.
- Trichomanes pellucens Kunze
- Trichomanes perpusillum Alderw.
- Trichomanes petersii A.Gray
- Trichomanes philippianum J.W.Sturm
- Trichomanes pilosum Raddi
- Trichomanes pinnatifidum Bosch
- Trichomanes pinnatinervium Jenman
- Trichomanes pinnatum Hedw.
- Trichomanes pluma Hook.
- Trichomanes plumosum Kunze
- Trichomanes poeppigii C.Presl
- Trichomanes polypodioides L.
- Trichomanes polystromaticum Bierh.
- Trichomanes powellii Baker
- Trichomanes procerum Fée
- Trichomanes pseudoarbuscula Alderw.
- Trichomanes pseudonymanii (Hosok.) C.V.Morton
- Trichomanes punctatum Poir.
- Trichomanes pusillum Sw.
- Trichomanes pygmaeum C.Chr.
- Trichomanes pyxidiferum L.
- Trichomanes × quelpaertense Nakai
- Trichomanes radicans Sw.
- Trichomanes reptans Sw.
- Trichomanes resinosum R.C.Moran
- Trichomanes rhipidophyllum Sloss.
- Trichomanes ribae Pacheco
- Trichomanes rigidum Sw.
- Trichomanes robustum E.Fourn.
- Trichomanes roemerianum Rosenst.
- Trichomanes roraimense Jenman
- Trichomanes rothertii Alderw.
- Trichomanes rotundifolium Bonap.
- Trichomanes rupestre (Raddi) Bosch
- Trichomanes rupicola Racib.
- Trichomanes samoense (Copel.) C.Chr.
- Trichomanes sarawakensis (K.Iwats.) Croxall
- Trichomanes saxatile T.Moore
- Trichomanes saxifragoides C.Presl
- Trichomanes scandens L.
- Trichomanes schlechteri Brause
- Trichomanes schmidianum Zenker ex Taschner
- Trichomanes schultzei Brause
- Trichomanes serratifolium Rosenst.
- Trichomanes setaceum Bosch
- Trichomanes setigerum Backh.
- Trichomanes siamense Christ
- Trichomanes singaporianum (Bosch) Alderw.
- Trichomanes sinuatum Bonap.
- Trichomanes societense J.W.Moore
- Trichomanes speciosum Willd. – włosocień delikatny
- Trichomanes spruceanum Hook.
- Trichomanes sprucei Baker
- Trichomanes × stenosiphon Christ
- Trichomanes steyermarkii P.G.Windisch & A.R.Sm.
- Trichomanes striatum D.Don
- Trichomanes strictum Menzies ex Hook. & Grev.
- Trichomanes subclathratum (K.Iwats.) C.V.Morton
- Trichomanes sublabiatum Bosch
- Trichomanes sublimbatum Müll.Berol.
- Trichomanes subtilissimum Brause
- Trichomanes suffrutex Alderw.
- Trichomanes superbum Backh.
- Trichomanes tahitense Nadeaud
- Trichomanes tamarisciforme Jacq.
- Trichomanes tamonii (Y.Robert & Dubuisson) Christenh.
- Trichomanes tanaicum J.W.Sturm
- Trichomanes tenuissimum Bosch
- Trichomanes thysanostomum Makino
- Trichomanes trichopodium A.Rojas
- Trichomanes trigonum Desv.
- Trichomanes trollii Bergdolt
- Trichomanes truncatum (Copel.) C.V.Morton
- Trichomanes tubiflora (F.S.Wagner) Christenh.
- Trichomanes tuerckheimii Christ
- Trichomanes ulei Christ
- Trichomanes vandenboschii P.G.Windisch
- Trichomanes varians Alderw.
- Trichomanes vaupesensis Lellinger
- Trichomanes venosum R.Br.
- Trichomanes vieillardii Bosch
- Trichomanes vitiense Baker
- Trichomanes vittaria DC.
- Trichomanes walleri Watts
- Trichomanes wallii Thwaites
- Trichomanes werneri Rosenst.
- Trichomanes windischianum Lellinger